# ラガー (ビール)
ラガー（ドイツ語: Lager）は、下面発酵で醸造されるビールのスタイル。日本におけるビールの分類では「貯蔵工程で熟成させたビール」のことで「ビールの表示に関する公正競争規約及び施行規則・第4条」によって定義されている。一般に切れのよい苦みとなめらかでマイルドな味わいを持つ。
上面発酵で醸造されるビールはエールと呼ぶ。

## 解説
原料に麦芽を使用し、二糖類（メリビオース）を発酵に利用するサッカロマイセス属のカールスベルゲンシス（Saccharomyces carlsbergensis）という酵母を用い、低温（10℃以下）で熟成させながら比較的長時間の発酵を行う。名の由来は1881年に初めて培養に成功したカールスバーグから。酵母が最終的に下層に沈み込むため、下面発酵と呼ばれる。なお、1984年にサッカロマイセス・カールスベルゲンシスはサッカロマイセス・セレビシエ（Saccharomyces cerevisiae）として分類され分類学上の差は無くなった。近年のゲノム解析の結果、ラガービールに用いられる酵母は、Saccharomyces cerevisiaeとSaccharomyces eubayanusの自然交雑の結果生じたSaccharomyces pastorianusであるとされている。
元々は、ドイツ・バイエルン地方のローカルなビールであった。この地方の水は軟水のため、硬水でなければ酵母が活動しにくいエールビールを作ることは困難だったが、土地の醸造師たちは、軟水でも低温下で活動する酵母の存在に気づき、特殊な製法でビールを醸造するようになった。秋の終わりにビール樽を洞窟の中で氷と共に貯蔵し、翌年の春に取り出すのである。この貯蔵（＝ドイツ語で、「ラガー」：Lager。動詞形ならlagern）されたビールをラガービールと呼んだ。19世紀以降、冷却機などの設備が発明されると、瞬く間に世界中に普及し、それまで主流だったエールを凌ぎ、ビールの主流となった。
生産には冷却機など大規模な設備が必要とされるが、低温なので雑菌が繁殖しにくく大量に生産することが可能であるため、大資本が生産に参入し、現代では日本を含め世界の大ビールメーカのほとんどがラガービールを生産し、世界のビール生産量の大部分をこれが占める。

## ラガーに属するスタイル
- ピルスナー（Pilsner）：チェコのピルゼン地方が原産。ピルスとも言う。
- ヘレス（Helles）：ヘレスはドイツ語で「淡色」。
- エクスポート（Export）：ドルトムント・ミュンヘン・ウィーンのものが有名。アルコール度数が5パーセント強とやや高い。
- メルツェン（Märzen）：赤みがかった琥珀色のビール。
- デュンケル、ドゥンケル（Dunkel、Dunkles）：デュンケルはドイツ語で「濃い」。
- ボック（Bock）：特に濃いもの。濃褐色。
  - マイボック（Maibock or helles bock）：春に出荷されるボックビールで、ドイツ語で「5月のボック」と言う意味。ヘレスタイプの淡色ビールだがボックのアルコール度をもたせたもの。
  - ドッペルボック（Doppelbock）、ダブルボック（Double Bock）：アルコール度の高い（7%–12%）ボックビール。「Salvator」のように製品名の語尾に「-ator」と付けられることが多い。しばしばエール系のバーレーワインと比肩される。
  - アイスボック（Eisbock）：ドッペルボックを部分的に凍らせて氷を取り除き濃度を高めたもの。アルコール度数40%を超えるものも知られている。
- フェストビア（Festbier）：現代のフェストビアは淡色、飲みやすい、へレスより少し高めの6%前後。過去にはフェストビアはメルツェン。

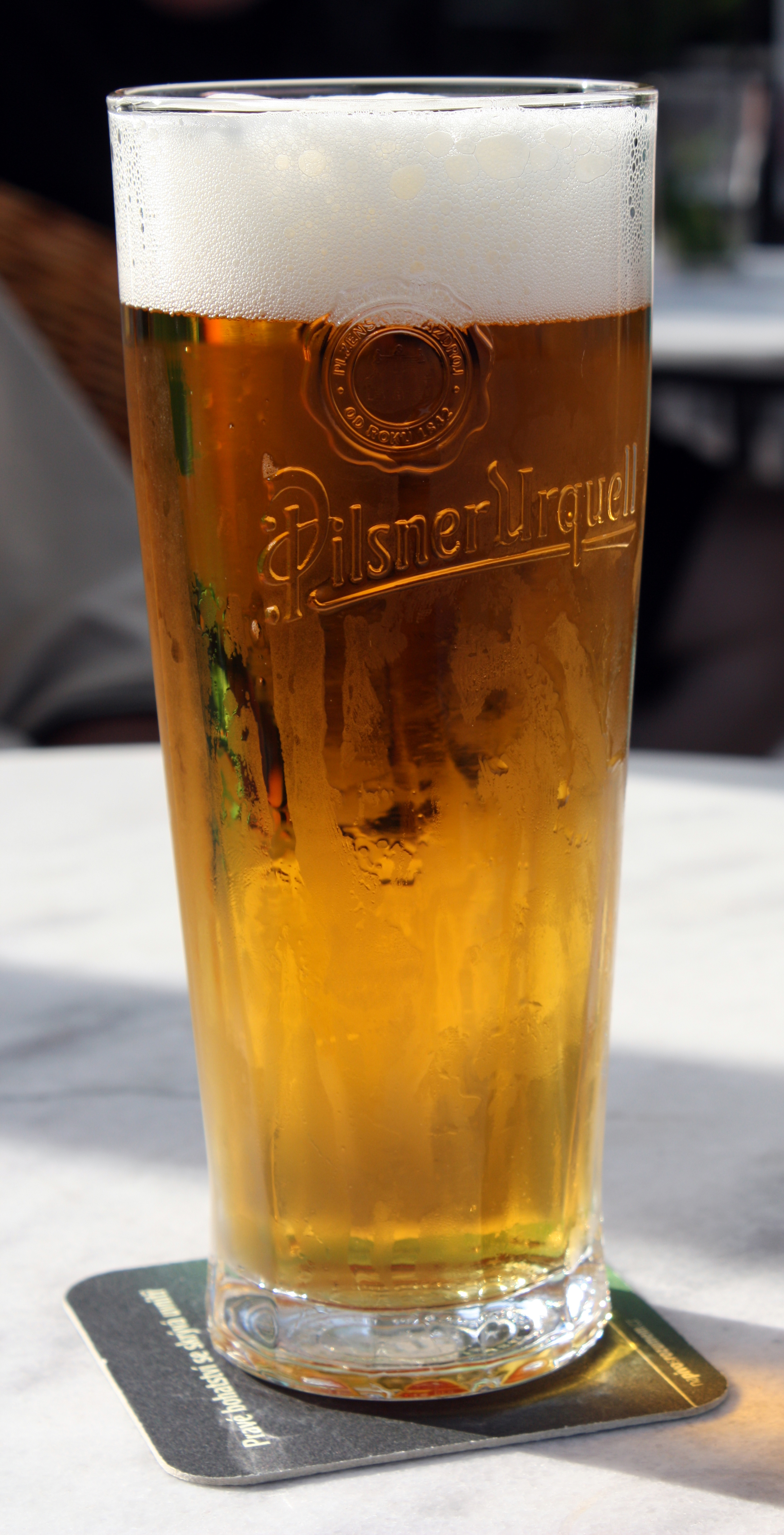
ピルスナー（Pilsner Urquell）
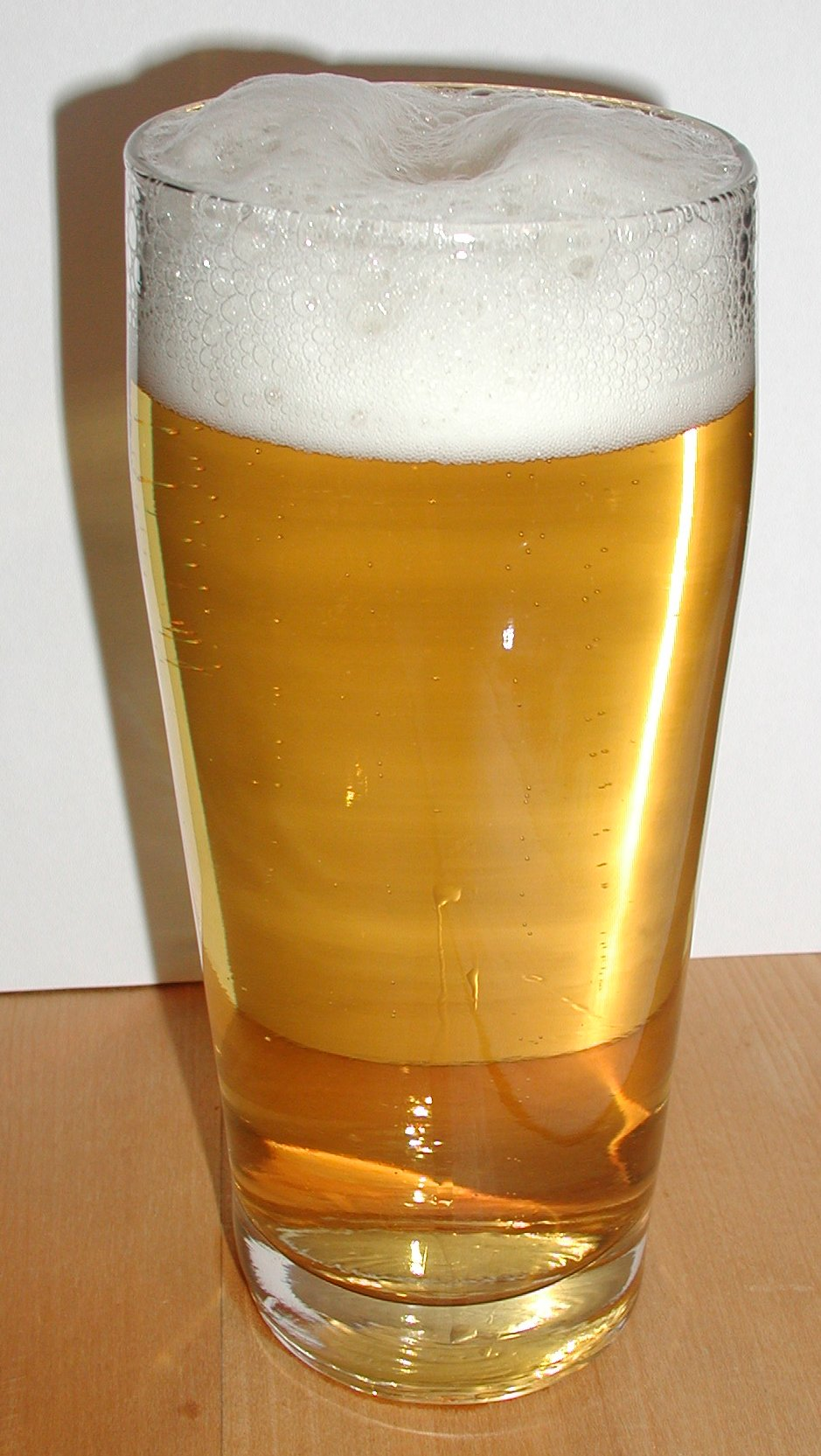
ヘレス
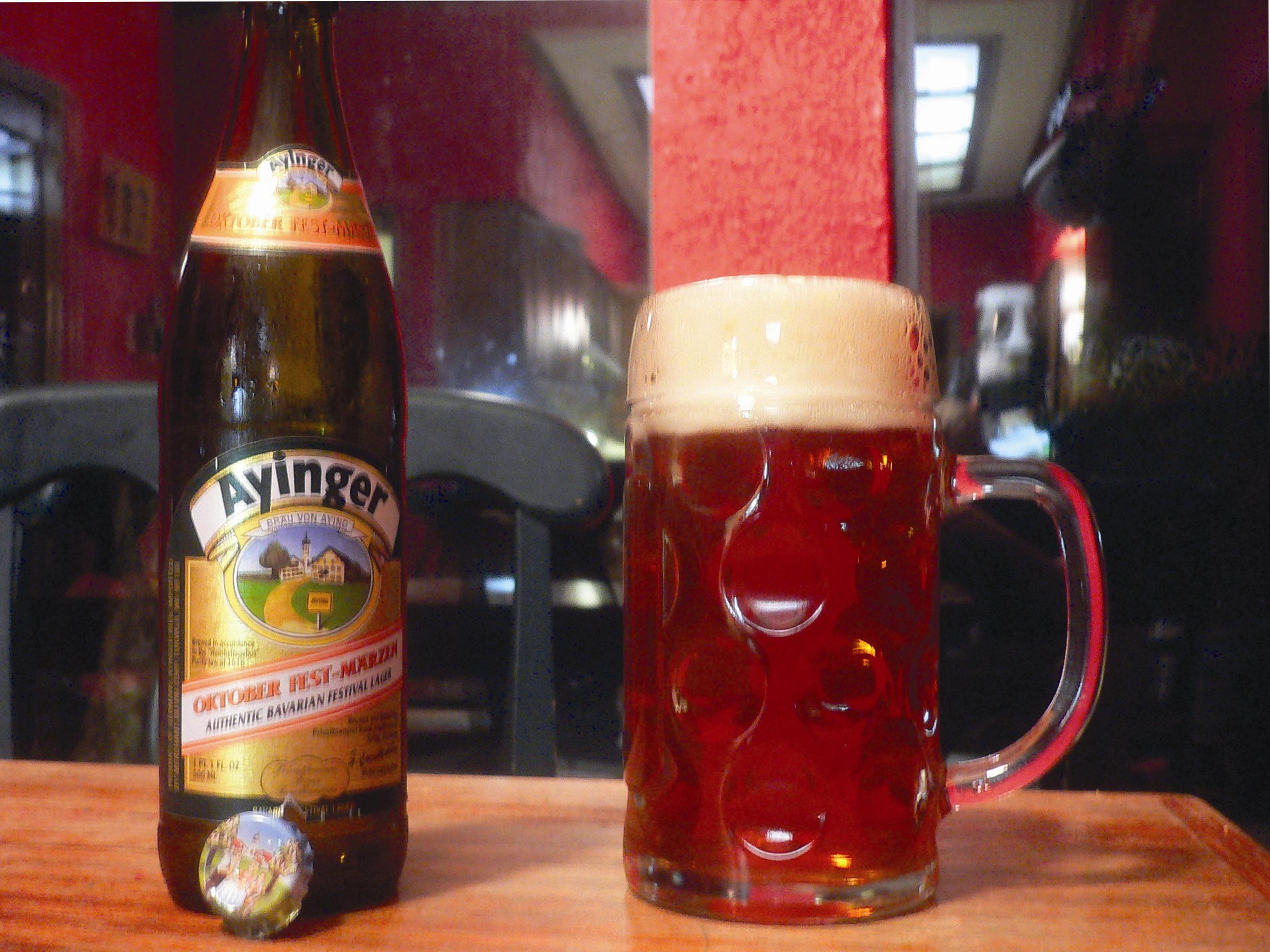
メルツェン（Ayinger Oktoberfest）
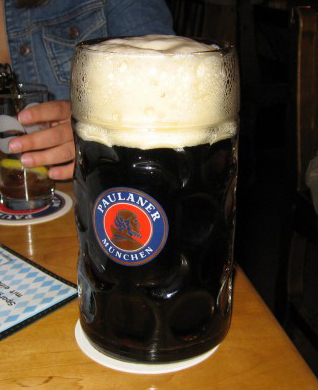
デュンケル（Paulaner Dunkel）
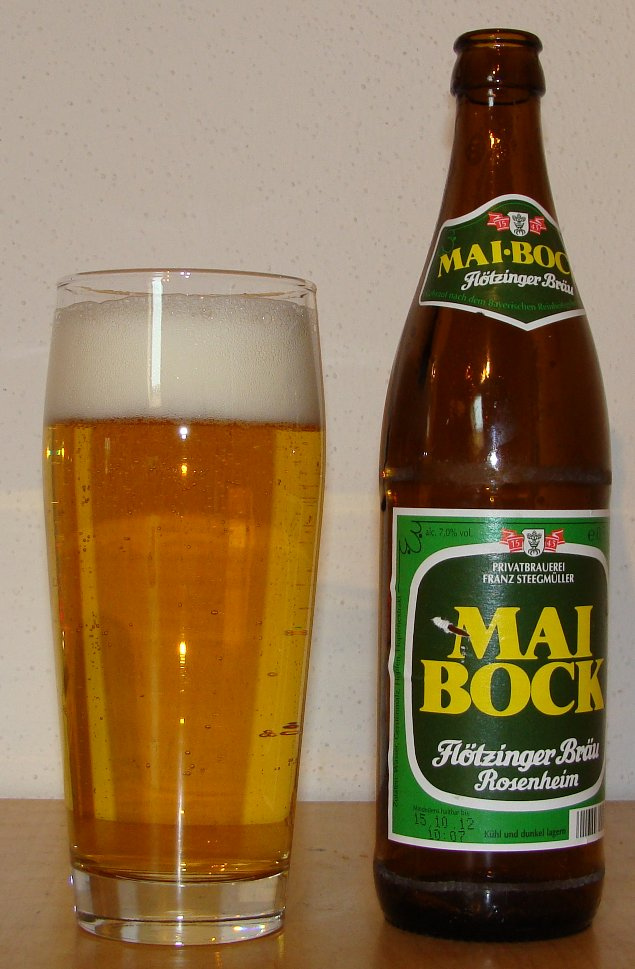
マイボック（Flötzinger Maibock）
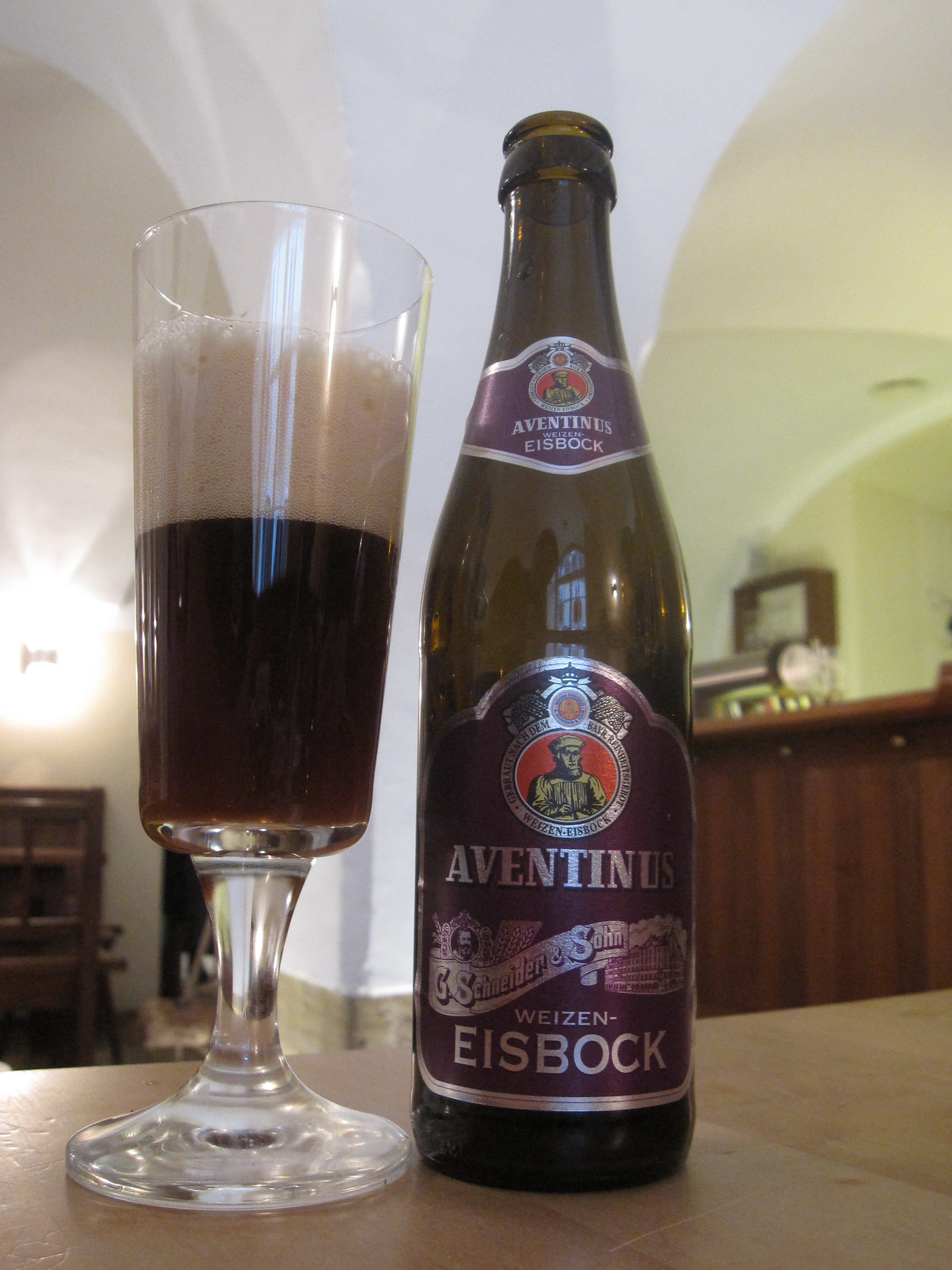
ヴァイツェン　アイスボック（Schneider Aventinus Weizen-Eisbock）